# Сапфировая ящерица
Сапфировая ящерица (лат. Darevskia sapphirina) — вид ящериц из семейства Lacertidae, один из семи партеногенетиков в роде скальных ящериц (Darevskia). Эндемик Турции.

## Типовая серия
И. С. Даревский и Ф. Д. Даниелян, описывая ящерицу Аззелла, предварительно отнесли к Lacerta cf. uzzelli серию из 7 самок, собранных Р. и Э. Кларками в 30 км к северо-западу от города Эрджис. Хотя они отличались от типичных ящериц Аззелла отсутствием задневисочных щитков и гипертрофированными размерами отдельных туловищных чешуй на границе с брюшными щитками. Повторные сборы из этого места дали возможность описать новый вид.
Голотип — взрослая самка № 170/93 в Зоологической государственной коллекции Мюнхена (Zoologische Staatssammlung, München). Собрана 11 июня 1990 года Йозефом Эйселтом и Йозефом Шмидтлером. 18 паратипов собраны в том же месте разными коллекторами.

### Этимология
Прилагательное «sapphirina» восходит к названию голубого драгоценного камня, сапфира. Оно дано благодаря характерным для вида синими пятнам на боках, интенсивность и количество которых свойственные этому виду в группе каменных ящериц, в целом, более характерны для самцов.

## Экология

### Места обитания
Этот вид является эндемиком восточной Турции. Он встречается на высотах 2000 м над уровнем моря восточнее озера Ван.
Типовая местность находится на границе провинций Ван и Агры, в безлесной высокогорной степи Восточной Анатолии (2000 м). На этом месте вытекает ручей, который в конечном итоге впадает в северный Мурат — приток Ефрата. D. sapphirina обитает на выходах базальтов в долине, которые выстилают здесь её на нескольких сотнях метров. Породы покрыты серебристо-серыми и золотисто-коричневыми лишайниками, характерными для биотопов скальных ящериц в Восточной Анатолии. Туниевыми с соавторами было обнаружено ещё одно место обитания этого вида в 10 км к юго-востоку от города Патнос. По мнению этих авторов вид достаточно обычен и тяготеет к скалам у реки на ограниченном ареале между городами Эрджишем и Патносом.

## Размножение
Самка, содержавшаяся в террариуме, отложила яйцо длиной 1,4 мм 1 июля 1990 года. Взрослые паратипы, собранные летом, содержали по 3-4 крупных яйца. Партеногентический вид, предположительно возникший в результате гибридизации D. valentini и D. raddei.

## Природоохранный статус
Хотя ареал вида очень ограничен, но по мнению Туниевых с соавторами, этот вид в границах ареала весьма многочисленен и не нуждается в специальных мерах охраны.